# Ненад Маринковић (оперски певач)
Ненад Маринковић (Нови Сад, 1977) српски је оперски певач (тенор).
Музичко образовање стекао је у Новом Саду у музичкој школи „Исидор Бајић” (теоретски одсек и одсек за соло певање). На Академији уметности у Новом Саду студирао на одсеку за општу музичку педагогију и на одсеку за соло певање (проф. М. Стојадиновић), а на Факултету музичких уметности уметности у Београду на катедри за соло певање (проф. Р. Бакочевић). Усавршавао се код еминентног српског баритона, господина Николе Митића.
Као солиста наступао са неколико домаћих хорова (Хор музиколошког инситута српсе академије наука и уметности - Београд, Хор Св. Стефан Дечански - Нови Сад, Хор Св. Георгије - Нови Сад, Певачко друштво „Србадија“ - Бијељина (Р. Српска). Бавио се педагошким радом - у музичкој школи „Исидор Бајић“ предавао је певање, камерну музику и корепетицију, а на Академији уметности у Новом Саду радио као сарадник на предмету клавирска корепетиција.
Од 2000. године у Опери Српског народног позоришта наступа као солиста у операма Доницетија „Вива ла мама”, Вердија „Магбет”, „Травијата”, „Трубадур”, Пучинија „Мадам Батерфлај” и др. Упоредо са певачким активностима, бавио се инструменталном музиком (гитара, тамбура, бузуки).
Учествовао је у оснивању тамбурашког оркестра „М. Нешић”, а у једном периоду био и његов диригент. У СНП у Новом Саду свирао у мјузиклу „Виолиниста на крову” (гитара) и балету „Грк Зорба” (бузуки), а у драмским представама „Пепо M.” и ''Раванград'' наступао као пијаниста. У пројекту Оперска радионица при опери СНП-а, радио као сарадник-корепетитор.
Тренутно је студент на Конзерваторијуму „Prayner“ у Бечу, на одсеку за Оперу. Члан је и солиста хора Арнолд Шенберг.